# Neustädter Rathaus (Herford)

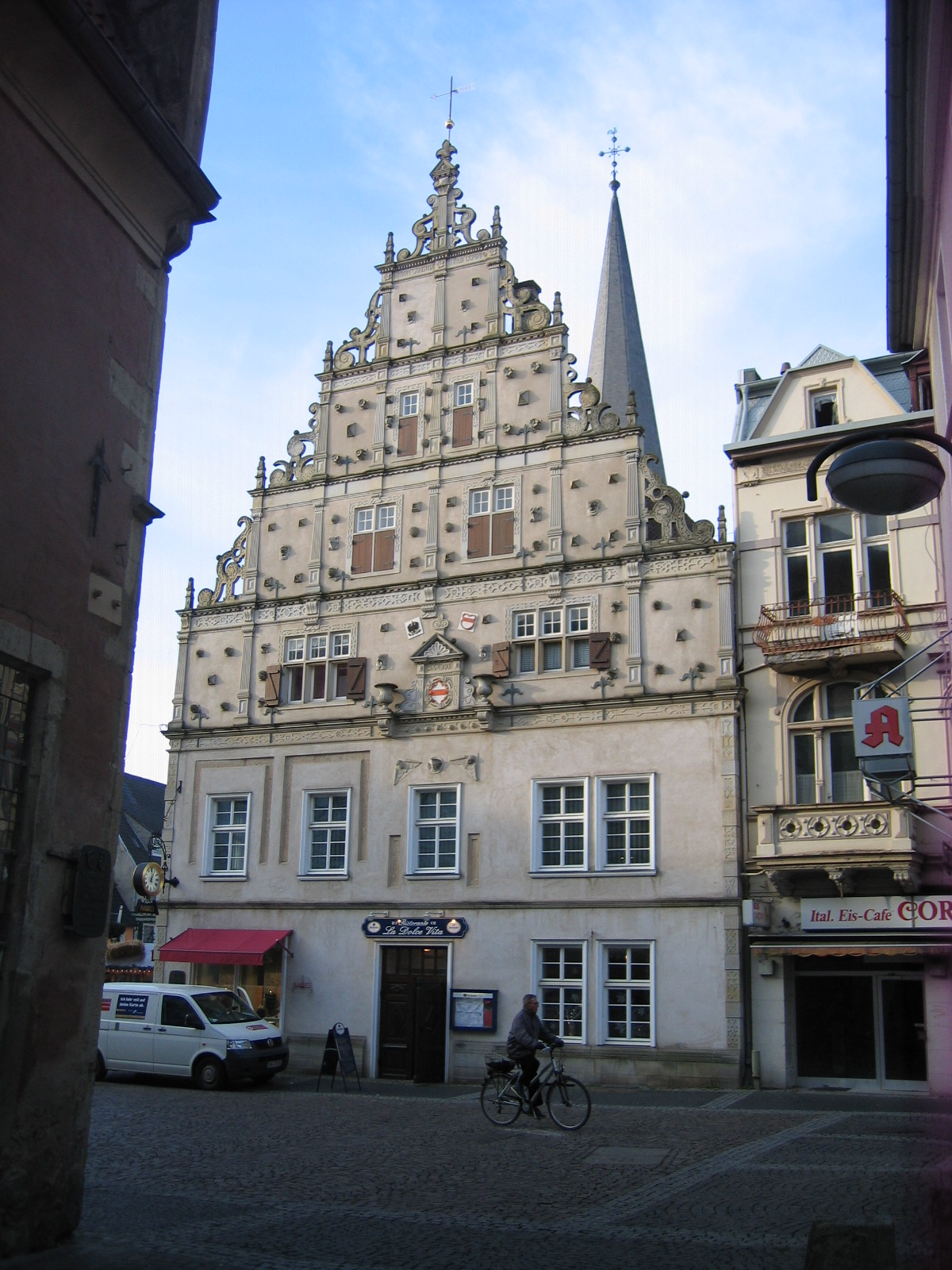
Ansicht von Osten

Das Neustädter Rathaus ist ein unter Denkmalschutz stehendes Renaissancegebäude in Herford.

## Geschichte und Beschreibung

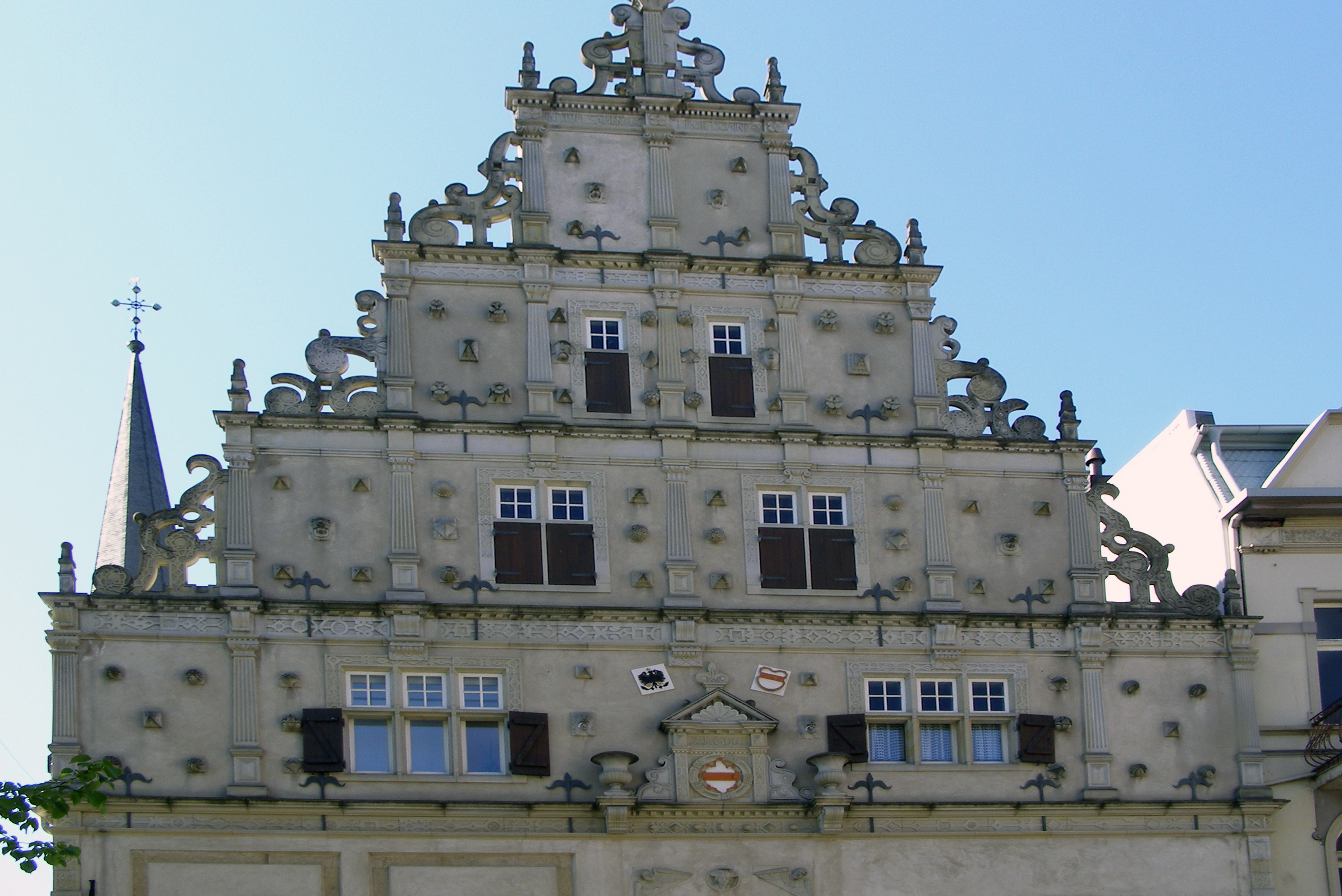
Giebel

Das giebelständige Steinhaus an der Lübberstraße 31 (Ecke Neuer Markt) wurde 1579 über einem älteren Kern errichtet. Bis zur Zusammenlegung mit der Altstadt im Jahr 1634 diente es als Rathaus der Herforder Neustadt. Der Ratskeller wurde jedoch noch Jahrhunderte länger genutzt. 1767 wurde das Haus in Privatbesitz verkauft.
Der ursprüngliche, mit 1600 datierte Staffelgiebel im Stil der Weserrenaissance mit Maßwerkbekrönung verfiel im Laufe der Zeit. Er wurde 1930 wegen Baufälligkeit abgerissen und 1988 rekonstruiert. Mit dem gegenüberliegenden Wulferthaus bildet das Neustädter Rathaus ein Gebäudeensemble.
Seit 1982 steht das Haus unter Denkmalschutz.